# Azerbajdzsán földrajza
Azerbajdzsán földrajza az ország természetes jellemzőinek és geográfiai elhelyezkedésének összességét jelenti, amely az Eurázsia délnyugati részén található. Azerbajdzsán a Kaukázus térségében helyezkedik el, északról Oroszország határolja, keletről a Kaszpi-tenger, délről Irán, míg nyugatról Grúzia és Törökország. Az ország területe mintegy 86 600 km², és változatos tájat ölel fel, beleértve a hegyvidéki területeket, síkságokat és a part menti övezeteket.

## Földrajzi elhelyezkedés
Azerbajdzsán Kaukázusi régió központjában található, melynek egyes részei a Kaukázus hegyvonulatokhoz tartoznak. Az ország három nagy földrajzi zónára oszlik: az északi hegyvidéki, a középső alacsonyhegységi, és a déli síkságok.
A Kaszpi-tenger partján fekvő területek gazdagok természeti kincsekben, különösen a kőolaj és földgáz mezőkről híresek.

## Főbb földrajzi régiók
1. Kaukázusi hegyvidék: Azerbajdzsán északnyugati részén található. A Kaukázus hegyei az ország területének jelentős részét képezik, és ezek az egyik legmagasabb hegyvidékek Európában. Az ország legmagasabb csúcsa, a Bazardüzü, 4 480 méter magas.
2. Alacsony hegység és síkságok: Azerbajdzsán középső és déli területein alacsony hegységek és síkságok jellemzik. Ezen a területen találhatóak a Kura és Araks folyók völgyei, amelyek alapvető fontosságúak a mezőgazdaság és az öntözés számára.
3. Kaszpi-tenger partja: Az ország keleti határát alkotó Kaszpi-tenger egy nagy jelentőségű vízi terület, amely egyes területeken mocsaras partvonalakat és sós tavakat is magába foglal. Az itt található természetes kincsek – mint a kőolaj és földgáz – kulcsszerepet játszanak Azerbajdzsán gazdaságában.

## Vízrajz
Azerbajdzsán területét számos folyó, patak és tó övezi. A legfontosabb folyók közé tartozik:
- Kura folyó: Ez a legnagyobb folyó Azerbajdzsán területén, amely a Törökországban eredő Kura folyó a Kaukázus hegységéből indul, majd Azerbajdzsánon keresztül a Kaszpi-tengerbe ömlik.
- Araksz folyó: Az Araks folyó déli határt alkot Iránnal, és a Kaszpi-tengerbe vezet. Ezen a folyón keresztül zajlik a víz- és energiaszállítás az ország területén.

Az országban található több kisebb tó is, köztük a Göygöl tó és a Mingelchaúr tó.

## Klíma
Azerbajdzsán éghajlata rendkívül változatos, és a különböző földrajzi régiókban eltérő klimatikai viszonyok uralkodnak. Az északi hegyvidékeken alpesi klíma található, míg az alacsonyabb területeken mérsékelt kontinentális, illetve száraz klíma jellemző.
A Kaszpi-tenger partján mérsékelt, meleg éghajlat uralkodik, míg délen, a hegyek közelében száraz sivatagi éghajlat található.

## Növény- és állatvilág
Azerbajdzsán növény- és állatvilága rendkívül gazdag és változatos. A Kaukázus hegységben ritka és endemikus fajok is előfordulnak. Az ország területén több nemzeti park található, köztük a Göygöl Nemzeti Park és a Sarein Nemzeti Park, amelyek fontos védett területek.
Az ország állatvilága között szerepelnek különböző emlősök, mint a barlangi medve, a leopárd és a kaukázusi ibex, valamint számos madár- és hüllőfaj.

## Természeti katasztrófák és fenyegetettségek
Azerbajdzsán különböző természeti katasztrófák veszélyének van kitéve, beleértve a földrengéseket, mivel az ország a Kaukázusi földrengési övezet része. Az országban előfordulhatnak árvízek is, főleg a folyók mentén és a sík területeken.

## Összegzés
Azerbajdzsán földrajza változatos tájakat ölel fel, a hegyvidékektől a síkságokon át a Kaszpi-tenger partvidékéig. Az ország gazdag természeti erőforrásokban, különösen olaj- és gázkészletekben. Ezen kívül jelentős kulturális és biológiai sokszínűséggel rendelkezik, amely a különböző földrajzi zónák és éghajlati viszonyok hatására alakult ki.